# Bonaparte, primo console (Gros)
Bonaparte, primo console (Bonaparte, Premier consul) è un ritratto in piedi dipinto nel 1802 da Antoine-Jean Gros che rappresenta Napoleone Bonaparte, allora primo console.
Il dipinto fu una commissione di Napoleone per offrirlo a Cambacérès. È esposto al museo della Legion d'onore. Napoleone fece realizzare delle repliche del dipinto che divenne ben presto il prototipo di una serie di ritratti consolari destinati a diverse città di Francia ed europee, dipinte da diversi artisti.

## Provenienza
Il dipinto datato all'anno X (1802), venne commissionato dal primo console Napoleone Bonaparte per farne dono a Cambacérès. Entrò successivamente nella collezione Gaboriaud, e nel 1949 venne acquisito dal museo della Legion d'onore (n. inventario 04378).

## Descrizione
Il ritratto rappresenta Napoleone Bonaparte in piedi nelle vesti rosse dei consoli della Repubblica Francese, con i pantaloni bianchi bordati d'oro, il tutto completato da una bandoliera con una spada al fianco. La conservatrice Claude Ducourtial fa menzione del fatto che il diamante le Régent, comprato da Bonaparte, venne montato sull'elsa della spada qui rappresentata. Il tavolo a cui la figura di Napoleone si appoggia è ricoperto di un drappo di velluto verde bordato a frange d'oro sul quale si trovano dei fogli da scrivere. Il corpo è leggermente orientato verso destra, la mano appoggiata sui fogli, con la sinistra che tiene i guanti. Il pavimento è in marmo e sullo sfondo si intravedono delle lesene.

## Realizzazione
Come per il ritratto equestre Bonaparte distribuisce le spade d'onore (1803, castello della Malmaison) realizzato nel medesimo periodo, Gros riprese il medesimo viso dipinto in Bonaparte al ponte di Arcole, orientato verso sinistra, con la medesima espressione. L'unica differenza è costituita dall'acconciatura che qui è tenuta più corta.